# وولترسهاوزن
وولترسهاوزن (به آلمانی: Woltershausen) یک شهر در آلمان است که در Lamspringe واقع شده‌است. وولترسهاوزن ۸۱۷ نفر جمعیت دارد.جنوب غربی برمن جاییست که ارزش زندگی را دارد . مناطق Rablinghausen و Woltmershausen با تغییر مداوم در صنعت بندر و توسعه مسکونی و همچنین صنعتی شدن و تغییر طبیعت مشخص می شوند.
ساکنان قدیمی این منطقه را pusdorf یا pusdorp می‌نامند. اینکه این نام را بر اساس نام خانوادگی اجدادشان نام‌گذاری کرده اند یا نامی است که از باد شدید روی رودخانه نشات گرفته است، مسئله‌ای است که نمیتوان دقیق اعلام کرد. 